# Almyra, Arkansas
Almyra là một thị trấn thuộc quận Arkansas, tiểu bang Arkansas, Hoa Kỳ. Năm 2010, dân số của thị trấn này là 283 người.

## Dân số
- Dân số năm 2000: 319 người.
- Dân số năm 2010: 283 người.